# Ray Gun
Ray Gun fue una revista estadounidense de rock alternativo publicada por primera vez en 1992. Su fundador y director fue Marvin Scott Jarrett, que contaba con David Carson como director de arte, Randy Bookasta como editor ejecutivo, además de Neil Feineman como fundador y editor. Ray Gun se caracterizó por explorar el diseño tipográfico de revista experimental y ángulos únicos en el pop corrientes culturales de la década de los noventa. 
El contenido editorial de la revista estaba enmarcado dentro de un estilo de tipografía grunge, caótico y abstracto, que no siempre resultaba legible, pero que tenía un aspecto distintivo. Aquella tradición visual continuó incluso después de que Carson dejara la revista después de tres años. Lo sustituyeron varios directores de arte, como Robert Hales, Chris Ashworth, Jason Saunby, Scott Denton-Cardew, y Jerome Curchod.
En cuanto al contenido, Ray Gun era especialmente notable por sus elecciones temáticas. Por ejemplo, artistas como Radiohead, Björk, Beck y Eminem fueron portada de Ray Gun antes de que otras revistas de la competencia se hiciera eco de estos artistas. El editor ejecutivo Randy Bookasta y el fundador y editor Neil Feineman fueron los responsables de escoger a los artistas que serían portada de Ray Gun. 
Ray Gun sacó al mercado alrededor de 70 publicaciones entre los años 1992 y 2000. El propietario, fundador y editor Marvin Scott Jarrett más tarde también crearía revistas como Stick, hUh, Bikini o Nylon (una revista de moda de Nueva York). El denominador común entre todas ellas fue poner el foco en el diseño gráfico y la música.

## Lista parcial de publicaciones
| - Ray Gun #1, noviembre 1992. Henry Rollins en portada. - Ray Gun #2, diciembre 1992/enero 1993. R.E.M. en portada. - Ray Gun #3, febrero 1993. Dinosaurio Jr. en portada. - Ray Gun #4, marzo 1993. Frank Black en portada. - Ray Gun #5, abril 1993. Porno for Pyros en portada. - Ray Gun #6, mayo 1993. PJ Harvey en portada. - Ray Gun #7, julio/de junio 1993. Sonic Youth en portada. - Ray Gun #8, agosto 1993. Iggy Pop en portada. - Ray Gun #9, septiembre 1993. Urge Overkill en portada. - Ray Gun #10, octubre 1993. Teenage Fanclub en portada. - Ray Gun #11, noviembre 1993. Swervedriver en portada. - Ray Gun #12, diciembre 1993/enero 1994 L7 en portada. - Ray Gun #13, febrero 1994. Ministry en portada. - Ray Gun #14, Marcha 1994. Morrissey en portada. - Ray Gun #15, abril 1994. Elvis Costello en portada. - Ray Gun #16, mayo 1994. Alice in Chains en portada. - Ray Gun #17, julio/de junio 1994. Perry Farrell en portada. - Ray Gun #18, agosto 1994. Lush en portada. - Ray Gun #19, septiembre 1994. Jesus and Mary Chain en portada. - Ray Gun #20, octubre 1994. Kim Deal y J Mascis en portada. - Ray Gun #21, noviembre 1994. Liz Phair en portada. - Ray Gun #22, diciembre 1994/enero 1995. Keith Richards en portada. - Ray Gun #23, febrero 1995. Belly en portada. - Ray Gun #24, Marcha 1995. Mudhoney en portada. - Ray Gun #25, abril 1995. Pavement en portada. | - Ray Gun #26, mayo 1995. Beastie Boys en portada. - Ray Gun #27, julio/de junio 1995. Björk en portada. - Ray Gun #28, agosto 1995. Neil Young en portada. - Ray Gun #29, septiembre 1995. Flaming Lips en portada. - Ray Gun #30, octubre 1995. David Bowie en portada. Última publicación dirigida por David Carson. - Ray Gun #31, noviembre 1995. My Life with the Thrill Kill Kult en portada. - Ray Gun #32, enero/de diciembre 1996. Sonic Youth en portada. - Ray Gun #33, febrero 1996. Smashing Pumpkins en portada. - Ray Gun #34, marzo 1996. Cypress Hill en portada. - Ray Gun #35, abril 1996. Iggy Pop y Perry Farrell en portada. - Ray Gun#36, mayo 1996. Rage Against the Machine en portada. - Ray Gun #37, julio/de junio 1996. Soundgarden en portada. - Ray Gun #38, Yoko Ono en portada. - Ray Gun #39, Beck en portada. - Ray Gun #40, Tricky en portada. - Ray Gun #41, Mazzy Star en portada. - Ray Gun #42, diciembre 1996/enero 1997. Smashing Pumpkins en portada. - Ray Gun #43, febrero 1997. Nine Inch Nails en portada. - Ray Gun #44, marzo 1997. David Bowie en portada. - Ray Gun #45, abril 1997. U2 en portada. - Ray Gun #46, Chemical Brothers en portada. - Ray Gun #47, julio/de junio 1997. Blur en portada. - Ray Gun #48, agosto 1997. Wim Wenders y Michael Stipe en portada. - Ray Gun #49, septiembre 1997. Björk en portada. - Ray Guna #50, octubre 1997. Oasis en portada. | - Ray Gun #51, Jane's Addiction en portada. - Ray Gun #52, Marilyn Manson en portada.. - Ray Gun #53, febrero 1998. Goldie en portada. - Ray Gun #54, marzo 1998. Radiohead en portada. - Ray Gun #55, abril 1998. Pulp en portada. - Ray Gun #56, mayo 1998. Pearl Jam en portada. - Ray Gun #57, Garbage en portada. - Ray Gun #58, agosto 1998. Andy Warhol en portada. - Ray Gun #59, Prodigy en portada. - Ray Gun #60, octubre 1998. Kiss en portada. - Ray Gun #61, noviembre 1998. Marilyn Manson en portada. - Ray Gun #62, diciembre 1998. R.E.M. en portada. - Ray Gun #63, enero 1999. Beck en portada. - Ray Gun #64, febrero 1999. Underworld en portada. - Ray Gun #65, marzo 1999. Shirley Manson en portada. - Ray Gun #66, abril 1999. Jamiroquai en portada. - Ray Gun #67, mayo 1999. Eminem en portada. - Ray Gun #68, junio 1999. Jamiroquai en portada. - Ray Gun #69, julio 1999. Edward Furlong en portada. - Ray Gun #70, agosto 1999. Red Hot Chili Peppers en portada. - Ray Gun #71, septiembre 1999. Chris Cornell en portada. - Ray Gun #72, octubre 1999. Missy Elliott en portada. - Ray Gun #73, noviembre 1999. Stone Temple Pilots en portada. - Ray Gun #74, diciembre 1999/enero 2000. Nine Inch Nails en portada. |

## Libros
- Ray Gun: Out of Control por Dean Kuipers y Marvin Scott Jarrett, Simon & Schuster (1997), ISBN 0-684-83980-6  . Diseño y dirección de arte por Neil Fletcher y Chris Ashworth.
- Ray Gun:The Bible of Music y Style por Marvin Scott Jarrett, con contribuciones de Steven Heller (escritor de diseño), Liz Phair, Wayne Coyne y Dean Kuipers, Rizzoli (2019),   .[7][8]